# The Girl Who Stayed at Home
The Girl Who Stayed at Home is een Amerikaanse dramafilm uit 1919 onder regie van D.W. Griffith.

## Verhaal
Bij de uitbraak van de Eerste Wereldoorlog gaan twee Amerikaanse broers in dienst in het Franse leger om te vechten tegen de Duitsers. Ze laten beiden hun vrouw thuis achter en verlangen daarom om terug te keren naar huis.

## Rolverdeling
| Acteur              | Personage             |
| ------------------- | --------------------- |
| Adolph Lestina      | Mijnheer France       |
| Carol Dempster      | Atoline France        |
| Frances Parks       | De kameraad           |
| Richard Barthelmess | Ralph Grey            |
| Robert Harron       | James Grey            |
| Syn De Conde        | Graaf de Brissac      |
| George Fawcett      | Edward Grey           |
| Kate Bruce          | Mevrouw Grey          |
| Edward Peil sr.     | Turnverrein Terror    |
| Clarine Seymour     | Cutie Beautiful       |
| Tully Marshall      | Oude vriend van Cutie |
| David Butler        | Johann August Kant    |